# Русинга
Русинга (на английски: Rusinga) е остров, разположен в източната част на африканското езеро Виктория, в близост до входа на залива Уинам.
Административно спада към областта Суба на провинция Нянза в Кения. Островът е с продълговата форма с дължина от 16 km, а най-голямата му ширина е 5 km. Населението му е между 20 000 и 30 000 души по данни от 2006 г. Много от наименованията, включително това на самия остров и централния му връх Лунене, са дадени от племето суба. Връх Лунене се издига на 325 m над нивото на езерните води.

## Описание
Русинга е гъсто населен остров, свързан с местността Мбита в континенталната част чрез тесен провлак. Бреговата линия е скалиста, с песъчлива почва и големи отложени седиментни скали. Плажовете са покрити с блестящ тъмен пясък от ситни частички меланит, амфибол и магнетит, ерозирали в продължение на много години. Хълмовете, които се издигат в центъра са до голяма степен оголени с чакълести склонове и тези места се считат за свещени от местното население. Тук се намират и важни палеонтологични обекти.

## Геология
В южната част край залива Уинам по брега на езерото Виктория на 2235 m надморска височина се издига вулканичната верига Кисингири-Рангуа. Системата, която включва и остров Русинга има 10 километрова калдера, която се спуска на запад и навлиза в езерото. При поредица от изригвания в миналото вулканичните материали покриват област от 75 km2, като образуват острова от застинала лава и вулканична пепел. Русинга се състои от поредица от наносни седиментни и пирокластични слоеве и варовикови наслагвания. Кисингири отдавна е изгаснал, като преди това е формирал едноименната планина, полукръглата верига Рангуа и островите Мфангано и Русинга.
Вертикалният канал на вулкана навлиза много по-дълбоко в мантията, отколкото при повечето вулкани, поради което лавата и вулканичната пепел съдържат голямо количество карбонати и алкални материали. По тези причини химичното съдържание на наслагванията е такова, че консервира изключително добре растителните и животински останки. Подобни благоприятни условия се срещат на много малко други места в света и то главно при някои Източноафрикански вулкани като Мененгай и Хома в Кения, Напак и Елгон в Уганда и Ол Дойньо Ленгай в Танзания, където са намерени запазени фосилни легла в дефилето Олдувай.

## Климат
Климатът на острова е класифициран между полусух и полувлажен и се характеризира с бимодален модел на валежите. Постоянните ветрове откъм сушата охлаждат крайбрежните части.

## Флора
Растителността е разнообразна, склоновете се доминират от дебели дървесни видове и храстовидна растителност, а в по-високите части следват отделни обособени горички и пасища. Вътрешността на острова е доста оголена, тъй като голямо количество дървета са били изсечени за битови нужди.

## Фауна
Островът се обитава от голямо количество варани, петнистогърла видра, хипопотами и над 100 вида птици. Тук могат да се видят сериозни струпвания от големи розови пеликани, корморани, малки бели чапли, кълвачови птици. В клоните на дърветата гнездят речни тъкачи и гълъби. Над скалите се вият орли рибари, чукоглави чапли търсят храна по крайбрежната ивица и свиват гнезда във високите смокинови дървета. Черно-белите свещени ибиси и тъмноцветните ибиси от вида Bostrychia hagedash могат лесно да бъдат разпознати по дългите и остри клюнове. Яркооцветените малахитови земеродни рибарчета и белите стърчиопашки често задигат нилския костур направо от рибарските лодки. На острова живеят няколко вида тъкачи.
Във вътрешността на острова е по-трудно да се наблюдават птици. Срещат се обаче черна каня, която се храни с малки птички или мъртва риба, няколко вида лястовици като бреговата и скалната. От септември до април, по време на зимата в Северното полукълбо, към Африка мигрират големи ята от селски лястовички, като в този период превъзхождат по брой всички останали видове на острова. Няколко вида гълъби гнездят целогодишно тук – Streptopelia semitorquata, Turtur chalcospilos, както и птици от видовете Pycnonotus barbatus и Lanius collaris, хранещи се с различни видове насекоми. Нектарниците от вида Nectarinia erythrocerca с характерните си ярки синьо-зелени глави и гърбове, обитават крайбрежните пространства. Двойки бананояди от вида Crinifer piscator крещят от върховете на дърветата редом с Laniarius erythrogaster, искрящи с яркочервените си гърди и коремчета.
Безгръбначните са представени от сладководни миди и охлюви с различни размери и форми. По бреговете могат да се срещнат и няколко вида сладководни раци.
Преди около половин век в езерото са привнесен нилски костур и нилска тилапия, които бързо са се размножили и представляват основният улов на населението. През нощта хиляди рибарски лодки с платна, съоръжени с фенери ловят главно рибата дага (омена), която е силно привлечена от светлината, но се плаши от моторите.

## Население
Населението на острова принадлежи към племената луо и суба (абасуба). Суба са част от източноафриканските народи банту и са пристигнали на острова преди няколкостотин години като бежанци от Уганда вследствие на династична война. Абасуба са сериозно повлияни от културата на луо чрез контакти и смесени бракове. Русинга е гъсто населен остров, на който обработваемата земя не достига. През 2006 г. се прави опит за преброяване на населението на острова, според който жителите му наброяват между 20 000 и 30 000.

## Бит и поминък
Съществуват малко възможности за поминък освен риболова и земеделието, които са основните дейности на островното население. Земеделските култури, които се отглеждат тук са главно царевица и просо.
Транспортът между островите става с моторни лодки и ярко оцветени лодки-таксита с извънбордови двигатели. Лошият път през провлака от Мбита до острова затруднява движението и търговията.
Населението на острова е изправено през много проблеми. През последните години негативните промени на околната среда се задълбочават. Обезлесяването и последвалите от това ерозия на почвата и загуба на биоразнообразието влошават състоянието още повече. Безработицата е нараснала, условията на живот са се влошили, населението обеднява с всяка следваща година.
През 2003 г. проектът „Африка сега“, ПРООН и глобалният екологичен фонд финансират инициатива за провеждане на седем екологични проекта на острова. Внасят се 1,5 милиона дръвчета като разсад за залесяване, от които над 250 000 вече са засадени. Крайната цел е увеличаване дървесната покривка на острова с 5% до 45%. Подпомага се малкият бизнес, въвеждат се иновации в сектора на риболова, създават се нови схеми за градинарство с цел да се намали до минимум зависимостта на хората от езерото.
Лошите хигиенни навици и липсата на образование са довели до увеличаване на СПИН-а на острова, като процентът на засегнатото население е между 50 и 60%. Тази пандемия е създала огромен брой сираците и деца в рискови групи. Друго заболяване, което взема много жертви особено между децата е маларията, която остава основната причина за смъртността в тази част на страната. Липсата на водоснабдяване и канализация водят до повишаване на риска от заболяване. В село Колунга на острова около 20% от децата под петгодишна възраст умират от това заболяване, а районът е известен като „столицата на маларията“.)

## Палеонтологически находки
Остров Русинга е едно от най-богатите места на открити фосили в Африка. Фосилните легла са покрити със слоеве от вулканична пепел, изхвърлена при поредица от експлозивни изригвания по време на ранните етапи от живота на вулкана Кисингири. Тук има разнообразен спектър от изкопаеми организми, включително от растения и семена, дребни гризачи, гущери, гигантски предци на днешните слонове и хипопотами и дори идеално запазени изкопаеми насекоми. По края на острова, в контактната зона с езерото, са намерени останки от бозайници от Плейстоцена, включително такива от изчезнал вид антилопа, каквито не са известни от други находки. В пет големи обекта са открити повече от 10 000 фосили с изобилие от останки от хуманоиди, включително почти пълен скелет на Proconsul heseloni. Открити са още останки от Nyanzapithecus, Limnopithecus, Dendropithecus и Micropithecus, които показват адаптация към дървесен и наземен начин на живот. На база на радиовъглеродния анализ и други съвременни изследвания, находките в лавата на Русинга са датирани на възраст от около 18 милиона години.
През 1947 г. антропологът Мери Лийки открива на острова запазен череп на човешки прародител, наречен Proconsul africanus. Живял е в началото на Миоцена преди около 15 – 20 милиона години. Proconsul africanus се намира в основата на еволюционното дърво, което включва всички маймуни, включително хора. По-късно на острова са правени спорадични изследвания – през 1951 г. от Кларк, Лийки и Томас, през 1977 от Андрю Симънс, 1978 г. – от Симънс и Андрюс. В средата на 1980 г. екипи от Университета „Джонс Хопкинс“ и Националния музей на Кения откриват на острова минимум десет екземпляра от Proconsul heseloni, датирани от началото на Миоцена.
През 2009 г. палеонтологичните изследвания на острова са подновени в местността Нямита, като се проучват фосилните легла Уасирия. Те се състоят от пясъци, тинести глини, конгломератни лещи, наноси от туфи и два карбонатни депозита. Тук са разположени плейстоценни утайки и над 31 m седименти в продължение на около един километър. Съдържат много изкопаеми коремоноги, растителни и дървесни корени. Документирани са и са събрани богати вкаменелости от съществували и изчезнали гръбначни животни от периода на късния Плейстоцен, както и артефакти от Каменната ера. Наблюденията показват, че езерното ниво по време на отлагането на фосилните легла в Нямита вероятно е било значително по-ниско, отколкото в момента.

## Мавзолей на Томас Мбоя
На остров Русинга в село Луанга се намира последното жилище на Том Мбоя, водещ политик по време на борбата на Кения за независимост, предполагаем наследник на президента Джомо Кениата. Той е най-младият член на първия кабинет след обявяването на независимостта на страната, убит на 5 юли 1969. Мавзолеят му е изграден в северната част на острова на около 7 km от Мбита. Погребалната камера е с форма на сребърния куршум, с който се смята че е бил убит.